# Çağla Büyükakçay
Çağla Büyükakçay (ur. 28 września 1989 w Adanie) – turecka tenisistka, reprezentantka kraju w Pucharze Federacji, medalistka igrzysk śródziemnomorskich.

## Kariera tenisowa
Jest zawodniczką, która osiągnęła najwyższy ranking WTA w grze singlowej, spośród wszystkich tureckich tenisistek, a było to 60. miejsce (12 września 2016). Jest także pierwsza turecką tenisistką, która wystąpiła w kwalifikacjach Wielkiego Szlema w grze singlowej, w US Open 2010.
Na swoim koncie ma dwanaście wygranych turniejów singlowych i piętnaście deblowych rangi ITF.
W 2014 osiągnęła pierwszy finał zawodów WTA Tour. W Bukareszcie w meczu finałowym razem z Karin Knapp przegrały wynikiem 4:6, 6:3, 5–10 z deblem Elena Bogdan–Alexandra Cadanțu. Rok później ponownie zagrała w finale zawodów w Stambule z Jeleną Janković i także nie odniosła zwycięstwa. Dwa lata później zaliczyła premierowe zwycięstwo w grze pojedynczej w tym cyklu, podczas lokalnego turnieju kategorii International w Stambule, pokonując w nim Czarnogórkę Dankę Kovinić.
W 2021 roku została tymczasowo zawieszona w związku z naruszeniem zasad antydopingowych i wykryciem w jej moczu niedozwolonych substancji.

## Finały turniejów WTA
| Legenda                     | Legenda |
| --------------------------- | ------- |
| Wielki Szlem                |         |
| Igrzyska olimpijskie        |         |
| WTA Tour Championships      |         |
| 2009 – 2020                 |         |
| WTA Premier Mandatory       |         |
| WTA Premier 5               |         |
| WTA Premier                 |         |
| WTA International Series    |         |
| WTA 125K series (2012–2020) |         |

### Gra pojedyncza 1 (1-0)
| Końcowy wynik | Nr | Data             | Turniej | Nawierzchnia | Przeciwniczka | Wynik finału  |
| ------------- | -- | ---------------- | ------- | ------------ | ------------- | ------------- |
| Zwyciężczyni  | 1. | 24 kwietnia 2016 | Stambuł | Ceglana      | Danka Kovinić | 3:6, 6:2, 6:3 |

### Gra podwójna 2 (0-2)
| Końcowy wynik | Nr | Data          | Turniej   | Nawierzchnia | Partnerka       | Przeciwniczki                   | Wynik finału   |
| ------------- | -- | ------------- | --------- | ------------ | --------------- | ------------------------------- | -------------- |
| Finalistka    | 1. | 13 lipca 2014 | Bukareszt | Ceglana      | Karin Knapp     | Elena Bogdan Alexandra Cadanțu  | 4:6, 6:3, 5–10 |
| Finalistka    | 2. | 26 lipca 2015 | Stambuł   | Twarda       | Jelena Janković | Darja Gawriłowa Elina Switolina | 7:5, 1:6, 4–10 |

## Wygrane turnieje rangi ITF
| turnieje z pulą nagród 100 000 $ |
| turnieje z pulą nagród 75 000 $  |
| turnieje z pulą nagród 50 000 $  |
| turnieje z pulą nagród 25 000 $  |
| turnieje z pulą nagród 15 000 $  |
| turnieje z pulą nagród 10 000 $  |

### Gra pojedyncza
|     | Data       | Turniej    | Kat. | ($)    | Naw.   | Finalistka          | Wynik            |
| 1.  | 03/06/2007 | Stambuł    | ITF  | 10 000 | twarda | Ria Doernemann      | 6:4, 6:3         |
| 2.  | 01/06/2008 | Gaziantep  | ITF  | 10 000 | twarda | Pemra Özgen         | 7:5, 6:4         |
| 3.  | 21/06/2009 | Stambuł    | ITF  | 10 000 | twarda | Galina Fokina       | 6:2, 6:3         |
| 4.  | 09/05/2010 | Charków    | ITF  | 25 000 | twarda | Natalia Orłowa      | 6:4, 6:1         |
| 5.  | 11/07/2010 | Valladolid | ITF  | 25 000 | twarda | Zhang Ling          | 7:6, 6:3         |
| 6.  | 06/04/2014 | Edgbaston  | ITF  | 25 000 | twarda | Pauline Parmentier  | 6:4, 2:6, 6:2    |
| 7.  | 12/09/2015 | Batumi     | ITF  | 25 000 | twarda | Alona Tarasowa      | 6:2, 6:0         |
| 8.  | 15/11/2015 | Dubaj      | ITF  | 75 000 | twarda | Klára Koukalová     | 6:7(4), 6:4, 6:4 |
| 9.  | 03/06/2018 | Grado      | ITF  | 25 000 | ziemna | Martina Di Giuseppe | 6:2, 6:2         |
| 10. | 25/08/2019 | Brunszwik  | ITF  | 25 000 | ziemna | Katharina Gerlach   | 6:4, 6:2         |
| 11. | 14/08/2022 | Radom      | ITF  | 25 000 | ziemna | Wiera Łapko         | 4:1 krecz        |
| 12. | 11/12/2022 | Monastyr   | ITF  | 25 000 | twarda | Lea Bošković        | 7:5, 0:6, 6:2    |